# Брусилівський район
Бруси́лівський райо́н — колишня адміністративно-територіальна одиниця Білоцерківської, Київської округ, УСРР, Київської і Житомирської областей УРСР та України з адміністративним центром у смт Брусилів.
Найменший за площею район Житомирської області — його територія охоплює 0,6 тис. км². В адміністративному відношенні район складається з 1 селищної об'єднаної територіальної громади та 1 сільської ради, які включають, окрім селища міського типу, 36 сіл. Населення на 1.08.2013 становило 15 330 осіб. Утворено (відновлено) район 4 травня 1990 року. У 2020 році район було ліквідовано.

## Географія
Брусилівський район був розташований у південно-східній частині Житомирської області.
Територія району — горбиста рівнина (відроги Придніпровської височини), розчленована широкими долинами річок. Найбільша річка району — Здвиж, на якій знаходиться Водотиївське водосховище. Корисні копалини: торф, пісок, глина, мергель, граніт. Ґрунти переважно темно-сірі та сірі лісові.

## Історія
Історично Брусилівський район був утворений в 7 березня 1923 року у складі Білоцерківської округи, 1925 року був переданий до складу Київської округи, 15 вересня 1930 року, через скасування округ, район перейшов у пряме підпорядкування до республіканського центру, 27 лютого 1932 року увійшов до складу новоствореної Київської області.
До складу Житомирської області увійшов 22 вересня 1937 року в результаті поділу Київської області. В ньому було 34 населених пункти, які підпорядковувалися 28 сільським радам. До складу району входили Вільнянська, Віленська, Здвижківська сільські ради, які нині належать до Коростишівського району, і не входили Скочищенська, Соболівська, Гнилецька, Озерська, Биківська та Западнянська сільські ради, які тоді належали Корнинському району.
У зв'язку з адміністративно-територіальною реформою 1957—1962 років, 20 березня 1959 до складу району увійшли Гнилецька, Королівська, Лучинська, Озерська, Турбівська, Скочищенська, Соболівська, Сущанська сільські ради Попільнянського району. 30 грудня 1962 року район ліквідовано, усі населені пункти та ради передані до складу Коростишівського району.
Брусилівський район відновлено 4 травня 1990 року. Таке рішення було обумовлено переселенням на територію сучасного Брусилівського району мешканців Народицького району Житомирської області, що найбільше постраждав від аварії на Чорнобильській АЕС.
Ліквідований відповідно до постанови Верховної Ради України від 17 липня 2020 року «Про утворення та ліквідацію районів».

## Адміністративний устрій
Адміністративно-територіально район поділяється на селищну територіальну громаду та сільську раду, які об'єднують 37 населених пунктів та підпорядковані Брусилівській районній раді. Адміністративний центр — смт Брусилів.

## Економіка
На території району розвинена харчова промисловість, виробництво будівельних матеріалів і лако-фарбної продукції та сільське господарство, яке спеціалізується на рослинництві та тваринництві. У смт Брусилів працює цех з переробки льону. Не зважаючи на те, що сільськогосподарське виробництво займає в районі провідне місце, значна увага приділяється розвиткові переробної галузі. В районі працює завод з переробки молока, який виробляє широкий асортимент продукції: молоко пастеризоване, масло, казеїн, ряжанку, кефір, сметану, вершки пастеризовані, глазуровані сирки. У районі працюють 2 цехи з виробництва ковбасних виробів та приватне підприємство з виробництва рибної продукції.
Провідну роль в наповненні місцевого бюджету відіграє торгівля. «Брусилівський базар» відомий ще з давніх-давен своїми недільними ярмарками, на які з'їжджаються виробники та торговці з Житомирщини, Київщини, Вінниччини, Хмельниччини, Черкащини та інших регіонів України. Він і понині розташований у тому ж місці, де і колишній міський ринок за часів Речі Посполитої, а саме на шляху «від Кракова до Кийова».
У районі 3 відділення банків.

## Населення
За даними перепису населення СРСР 1939 року чисельність населення району становила 35 681 особу, з них українців — 32 885, росіян — 1 167, німців — 403, євреїв — 192, поляків — 842, інших — 192.
Розподіл населення за віком та статтю (2001)
| Стать | Всього | До 15 років | 15-24 | 25-44 | 45-64 | 65-85 | Понад 85 |
| --- | ------ | ----------- | ----- | ----- | ----- | ----- | -------- |
| Чоловіки | 8237   | 1797        | 869   | 2376  | 1872  | 1266  | 57       |
| Жінки | 9927   | 1720        | 787   | 2264  | 2259  | 2615  | 282      |
| \| Статево-вікова піраміда \| Статево-вікова піраміда \| Статево-вікова піраміда \| \| ----------------------- \| ----------------------- \| ----------------------- \| \| Чоловіки \| Вік \| Жінки \| \| 57 \| 85 + \| 282 \| \| 112 \| 80-84 \| 391 \| \| 260 \| 75-79 \| 760 \| \| 470 \| 70-74 \| 859 \| \| 424 \| 65-69 \| 605 \| \| 603 \| 60-64 \| 905 \| \| 328 \| 55-59 \| 478 \| \| 449 \| 50-54 \| 442 \| \| 492 \| 45-49 \| 434 \| \| 612 \| 40-44 \| 516 \| \| 652 \| 35-39 \| 565 \| \| 606 \| 30-34 \| 609 \| \| 506 \| 25-29 \| 574 \| \| 386 \| 20-24 \| 366 \| \| 483 \| 15-20 \| 421 \| \| 668 \| 10-14 \| 635 \| \| 685 \| 5-9 \| 657 \| \| 444 \| 0-4 \| 428 \| |        |             |       |       |       |       |          |
| Статево-вікова піраміда |        |             |       |       |       |       |          |
| Чоловіки | Вік    | Жінки       |       |       |       |       |          |
| 57 | 85 +   | 282         |       |       |       |       |          |
| 112 | 80-84  | 391         |       |       |       |       |          |
| 260 | 75-79  | 760         |       |       |       |       |          |
| 470 | 70-74  | 859         |       |       |       |       |          |
| 424 | 65-69  | 605         |       |       |       |       |          |
| 603 | 60-64  | 905         |       |       |       |       |          |
| 328 | 55-59  | 478         |       |       |       |       |          |
| 449 | 50-54  | 442         |       |       |       |       |          |
| 492 | 45-49  | 434         |       |       |       |       |          |
| 612 | 40-44  | 516         |       |       |       |       |          |
| 652 | 35-39  | 565         |       |       |       |       |          |
| 606 | 30-34  | 609         |       |       |       |       |          |
| 506 | 25-29  | 574         |       |       |       |       |          |
| 386 | 20-24  | 366         |       |       |       |       |          |
| 483 | 15-20  | 421         |       |       |       |       |          |
| 668 | 10-14  | 635         |       |       |       |       |          |
| 685 | 5-9    | 657         |       |       |       |       |          |
| 444 | 0-4    | 428         |       |       |       |       |          |

## Політика
25 травня 2014 року відбулися Президентські вибори України. У межах Брусилівського району була створена 31 виборча дільниця. Явка на виборах складала — 63,53 % (проголосували 7 905 із 12 442 виборців). Найбільшу кількість голосів отримав Петро Порошенко — 60,28 % (4 765 виборців); Юлія Тимошенко — 16,93 % (1 338 виборців), Олег Ляшко — 10,23 % (809 виборців), Сергій Тігіпко — 2,88 % (228 виборців). Решта кандидатів набрали меншу кількість голосів. Кількість недійсних або зіпсованих бюлетенів — 0,76 %.

## Культура і освіта, здоров'я
У районі 24 загальноосвітні школи, 6 дитячих садків, одна ДЮСШ, 12 ФП, 6 ФАП та 6 амбулаторій, лікарня, поліклініка. Крім районного будинку культури, є 17 клубів та 12 сільських Будинків культури, 26 бібліотек, історико-краєзнавчий музей, дитяча музична школа.

### Пам'ятки
- Пам'ятки історії Брусилівського району
- Пам'ятки монументального мистецтва Брусилівського району

## Персоналії
- Іларіон (Огієнко) (митрополит Іларіон) — український церковний і громадський діяч, митрополит (від 1944), мовознавець, історик церкви, педагог, дійсний член Наукового Товариства імені Тараса Шевченка (від 1922).
- Похилевич Дмитро Леонідович (1897–1974) — український радянський історик.
- Крилов Микола Митрофанович (1879–1955) — радянський математик, фізик, інженер, доктор математики, професор, заслужений діяч науки УРСР, дійсний член Академії наук УРСР, почесним членом американського математичного товариства, французького математичного товариства, а також членом кореспондентом Коімборської Академії наук в Португалії.
- Омельченко Олександр Олександрович (1938–2021) — український державний і громадський діяч, Герой України (2001 р.), Голова Київської держадміністрації з 1996 до 2006 р., мер міста Києва з 1998 до 2006 року. Заслужений будівельник України, кандидат технічних наук.
- Анатолій Карпенко — український підприємець, політик.
- Губерначук Станіслав Сергійович — філолог, письменник, журналіст, редактор, краєзнавець, громадський діяч